# Duppigheim
Duppigheim (deutsch Düppigheim) ist eine französische Gemeinde mit 1839 Einwohnern (Stand 1. Januar 2021) im Département Bas-Rhin in der Europäischen Gebietskörperschaft Elsass und in der Region Grand Est. Sie ist seit dem Dezember 2002 Mitglied im Communauté de communes de la Région de Molsheim-Mutzig. Am 1. Januar 2015 wechselte Duppigheim vom Arrondissement Strasbourg-Campagne zum Arrondissement Molsheim.

## Lage
Duppigheim liegt am Flughafen Straßburg, etwa zwölf Kilometer südwestlich von Straßburg. Hier zweigt die Autoroute A 352 von der A 35 ab.

## Geschichte
In einer Güterschenkung an die Straßburger Kirche von 956 wird „Dubincheim“ erstmals urkundlich erwähnt. (AD Strasb. Bas-Rhin G2707, USS 7,40) 1163 findet sich die Schreibweise „Tubinch“, 1212 „Tubikein“ (später Besitz des Klosters Murbach) und 1336 „Dubingheim“. Von 1871 bis 1918 gehörte der Ort als Teil des Reichslands Elsaß-Lothringen zum Deutschen Kaiserreich.
Am 11. August 1939 verunglückte Jean Bugatti, der Sohn des Automobilfabrikanten Ettore Bugatti, tödlich bei Duppigheim, 10 Kilometer von der Bugatti-Werken in Molsheim entfernt, während einer Testfahrt mit dem Bugatti Type 57 C „Tank“, der zwei Monate zuvor das 24-Stunden-Rennen von Le Mans 1939 gewonnen hatte und nun für den Grand Prix de La Baule am 3. September vorbereitet wurde. Bei über 200 km/h auf der geraden Route nationale 392 Richtung Entzheim musste Jean einem Fahrradfahrer ausweichen, der plötzlich aus einem Feld kam, und prallte dabei gegen einen Baum. Im Unfallbereich stehen heute drei Stelen. 
Unter deutscher Besatzung wurden 1940 die verbliebenen jüdischen Bewohner nach Südfrankreich deportiert. Neun ehemalige Einwohner wurden laut Yad Vashem Opfer des Holocaust.
Am 1. Juni 1974 fusionierte Duppigheim mit Kolbsheim. Seit dem 1. Januar 1983 bilden beide wieder eigenständige Gemeinden.

## Wappen
Wappenbeschreibung: In Silber ein blaues Hufeisen.

## Bevölkerungsentwicklung
| Jahr      | 1962 | 1968 | 1975 | 1982 | 1990 | 1999 | 2007 | 2017 |
| Einwohner | 917  | 973  | 1172 | 1294 | 1357 | 1494 | 1560 | 1597 |

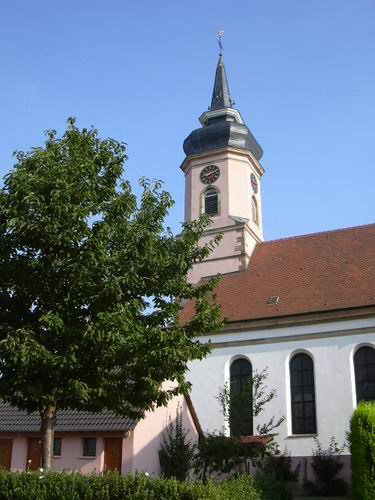
Kirche St. Arbogast
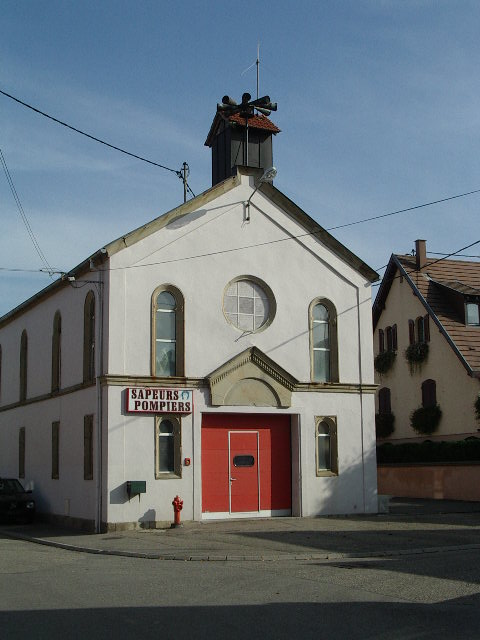
Ehemalige Synagoge, heute Feuerwehrhaus

## Verkehr
Duppigheim liegt an der Bahnstrecke Strasbourg–Saint-Dié und wird von TER-Zügen zwischen Straßburg und Molsheim bedient.